# باب انار
باب انار (بالفارسية: باب انار) هي مدينة تقع بمحافظة فارس في إيران وفي مقاطعة خفر. يقدر عدد سكانها بـ 1,702 نسمة.